# Rudolf Hundstorfer
Rudolf Hundstorfer, né le 19 septembre 1951 à Vienne et mort le 20 août 2019 à Brač en Croatie, est un homme politique autrichien, membre du Parti social-démocrate d'Autriche (SPÖ).

## Biographie
Rudolf Hundstorfer est ministre du Travail, des Affaires sociales et de la Protection des consommateurs du 2 décembre 2008 au 26 janvier 2016, dans les gouvernements Faymann I et II.
Le 15 janvier 2016, il est désigné candidat du SPÖ à l'élection présidentielle, dont le premier tour doit avoir lieu au mois d'avril suivant. Il quitte le gouvernement onze jours plus tard et est remplacé par Alois Stöger. Lors du premier tour de la présidentielle, le 24 avril, il termine en quatrième position avec 11,28 % des voix.